# Kevin Greutert

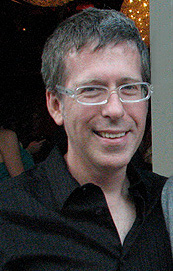
Kevin Greutert im August 2010

Kevin Greutert (* 31. März 1965 in Pasadena, Kalifornien) ist ein US-amerikanischer Filmeditor und Filmregisseur.

## Karriere
Seine Karriere im Filmgeschäft begann Greutert zu Beginn der 1990er Jahre als Schnittassistent. Als eigenständiger Editor wirkte er u. a. am Schnitt der ersten fünf Teile der Saw-Filmreihe mit.
Im Jahr 2003 gab er sein Debüt als Regisseur und inszenierte mit Pilgrim’s Regress einen Kurzfilm. 2006 folgte mit Old Friends ein weiterer Kurzfilm. Drei Jahre später drehte er mit Saw VI seinen ersten Langspielfilm. 2010 legte er mit Saw 3D – Vollendung auch die sechste Fortsetzung der Saw-Reihe vor. Als Regisseur und Editor blieb er auch mit seinen folgenden Projekte dem Horror-Genre treu.
Im August 2022 wurde bekannt, dass er auch den zehnten Teil des Saw-Reihe inszenieren werde, dessen Erscheinen für Oktober 2023 geplant war, der jedoch bereits Ende September 2023 in die Kinos kam.

## Filmografie (Auswahl)
als Regisseur
- 2009: Saw VI
- 2010: Saw 3D – Vollendung (Saw 3D)
- 2014: Jessabelle – Die Vorhersehung (Jessabelle)
- 2015: Visions
- 2017: Jackals
- 2023: Saw X

als Editor
- 2004: Saw
- 2005: Saw II
- 2006: Journey to the End of the Night
- 2006: Room 6
- 2006: Twilight Thirst (The Thirst)
- 2006: Saw III
- 2007: Saw IV
- 2008: Saw V
- 2008: The Strangers
- 2012: The Collection – The Collector 2 (The Collection)
- 2014: Jessabelle – Die Vorhersehung (Jessabelle)
- 2015: Visions
- 2017: Jackals
- 2017: Jigsaw
- 2022: Umma
- 2023: Knock Knock Knock (Cobweb)
- 2023: Saw X
- 2023: Divinity